# Phlebotomus longipes
Phlebotomus longipes är en tvåvingeart som beskrevs av Aimé Georges Parrot och Martin 1939. Phlebotomus longipes ingår i släktet Phlebotomus och familjen fjärilsmyggor.
Artens utbredningsområde är Etiopien.
Arten är en vektor för parasiten Leishmania aethiopica som kan orsaka sjukdomen leishmaniasis..